# Tachigali rusbyi
Tachigali rusbyi är en ärtväxtart som beskrevs av Hermann August Theodor Harms. Tachigali rusbyi ingår i släktet Tachigali och familjen ärtväxter. Inga underarter finns listade i Catalogue of Life.